# Heteroscorpion kraepelini
Espèce
Heteroscorpion kraepelini est une espèce de scorpions de la famille des Heteroscorpionidae.

## Distribution
Cette espèce est endémique de la région Diana à Madagascar. Elle se rencontre dans la Montagne des Français.

## Description
Le mâle holotype mesure 101,7 mm.

## Étymologie
Cette espèce est nommée en l'honneur de Karl Matthias Friedrich Magnus Kraepelin.

## Publication originale
- Lourenço & Goodman, 2006 : Description of a new species of Heteroscorpion Birula, 1903 (Scorpiones, Heteroscorpionidae) from the Montagne des Français in extreme northern Madagascar. Zootaxa, no 1269, p. 31–41.